# Incidente della ThyssenKrupp di Torino
L'incidente della ThyssenKrupp di Torino fu un grave incidente sul lavoro avvenuto il 6 dicembre 2007 nello stabilimento ThyssenKrupp di Torino, nel quale otto operai furono coinvolti in un'esplosione che causò la morte di sette di loro. L'incidente è considerato tra i più gravi avvenuti sul lavoro nell'Italia contemporanea. 

## L'incidente
Nella notte fra il 5 e il 6 dicembre 2007 gli addetti alla linea 5 (ricottura e decapaggio) dello stabilimento di Torino erano in attesa di riavviare l'impianto dopo un fermo tecnico per manutenzione. Trentacinque minuti dopo la mezzanotte l'impianto venne riavviato. In prossimità della raddrizzatrice, un irregolare scorrimento del nastro contro la carpenteria metallica (causato da una non precisa centratura del nastro stesso) produsse un forte attrito che innescò prima delle scintille e quindi un incendio dovuto principalmente alla presenza di carta intrisa di olio. Sulla linea c'era infatti molta carta imbevuta di olio (fuoriuscito dai circuiti oleodinamici usurati e/o proveniente dalla laminazione) in quanto in impianti di tale tipo la carta serve a proteggere il nastro di acciaio, che è arrotolato su sé stesso in bobina. Durante le fasi di lavorazione del nastro la carta viene rimossa, ma tale dispositivo nella linea 5 non funzionava a dovere e la carta (anche perché riutilizzata più volte) spesso si strappava accumulandosi nel reparto.
L'addetto alla linea, rendendosi conto delle fiamme, si recò di corsa verso la sala di controllo per dare l'allarme: tutto il personale si precipitò quindi a tentare di spegnere l'incendio. Vennero prelevati gli estintori presenti lungo la linea, ma il loro impiego non riuscì a domare le fiamme; l'incendio si stava alimentando a causa della carta intrisa d'olio, della segatura, utilizzata sempre per assorbire l'olio, e di altra sporcizia. Si pensò allora di servirsi delle manichette antincendio e, mentre l'unico sopravvissuto (Antonio Boccuzzi) era in attesa del nulla osta per poter aprire l'acqua (i colleghi stavano completando l'operazione di srotolamento delle manichette), le fiamme danneggiarono un tubo flessibile dell'impianto idraulico oleodinamico da cui fuoriuscì dell'olio ad alta pressione nebulizzato, che immediatamente si incendiò come una grande nube (fenomeno del jet fire) investendo sette lavoratori. Uno di loro, Antonio Schiavone, che aveva cercato di spegnere l'incendio passando dietro all'impianto, morì poco dopo sul luogo dell'incidente, gli altri sei morirono nel giro di un mese, mentre Boccuzzi subì ferite non gravi.
Critiche all'azienda furono sollevate da più parti, sia perché alcuni degli operai coinvolti nell'incidente stavano lavorando da 12 ore, avendo quindi accumulato 4 ore di straordinario, sia perché secondo le testimonianze di alcuni operai i sistemi di sicurezza non funzionarono (estintori scarichi, idranti inefficienti, mancanza di personale specializzato). L'azienda ha sempre ostinatamente smentito che all'origine dell'incendio vi fosse una violazione delle norme di sicurezza.

## Le indagini
Secondo quanto riportato dal quotidiano La Stampa, nell'ambito dell'inchiesta seguita all'incidente, la Guardia di Finanza avrebbe sequestrato all'amministratore delegato Herald Espenhahn un documento dove si afferma che Antonio Boccuzzi, l'unico testimone sopravvissuto, «va fermato con azioni legali», in quanto sostiene in televisione accuse pesanti contro l'azienda. Il documento attribuisce la colpa dell'incendio ai sette operai, che si erano distratti. A carico dell'amministratore delegato i pubblici ministeri formularono l'ipotesi di reato di omicidio volontario con dolo eventuale e incendio doloso (dolo eventuale), mentre altri cinque dirigenti furono accusati di omicidio colposo e incendio colposo, con l'aggravante della previsione dell'evento; fu contestata l'omissione dolosa dei sistemi di prevenzione antincendio e antinfortunistici. Fu rinviata a giudizio anche l'azienda come persona giuridica.

## Processo
Il 15 aprile 2011 la Corte d'assise di Torino, sezione seconda, ha confermato i capi d'imputazione a carico di Herald Espenhahn, amministratore delegato della ThyssenKrupp Acciai Speciali Terni, condannandolo a 16 anni e 6 mesi di reclusione. Altri cinque manager dell'azienda (Marco Pucci, Gerald Priegnitz, Daniele Moroni, Raffaele Salerno e Cosimo Cafueri) sono stati condannati a pene che vanno da 13 anni e 6 mesi a 10 anni e 10 mesi.
Il 28 febbraio 2013 la Corte d'assise d'appello modifica il giudizio di primo grado, non riconoscendo l'omicidio volontario, ma l'omicidio colposo, riducendo le pene ai manager dell'azienda: 10 anni a Herald Espenhahn, 7 anni per Gerald Priegnitz e Marco Pucci, 8 anni per Raffaele Salerno e Cosimo Cafueri, 9 per Daniele Moroni.
Nella notte del 24 aprile 2014 la Suprema Corte di Cassazione ha confermato le colpe dei sei imputati e dell'azienda, ma ha ordinato un nuovo processo d'appello per ridefinire le pene. Queste non potranno aumentare rispetto a quelle definite nel 2013.
La Corte d'Appello di Torino ha così ridefinito le pene il 29 maggio 2015: 9 anni ed 8 mesi a Espenhahn, 7 anni e 6 mesi a Moroni, 7 anni e 2 mesi a Salerno, 6 anni e 8 mesi a Cafueri, 6 anni e 3 mesi a Pucci e Priegnitz.
Il 13 maggio 2016 la Cassazione ha confermato tutte le condanne ridefinite in Appello, non accogliendo le richieste del sostituto Procuratore Generale, Paola Filippi, la quale aveva chiesto di annullare la sentenza del 9 maggio 2015 per rimandare il procedimento in corte d'assise.

## Risarcimenti
Il 1º luglio 2008 i familiari più prossimi delle sette vittime accettarono l'accordo con l'azienda in merito al risarcimento del danno per una somma complessiva pari a 12.970.000 euro, rinunciando al diritto di costituirsi parte civile nel processo successivo.

## Le vittime
L'incidente ha causato la morte di sette degli otto operai coinvolti, deceduti tutti nel giro di 30 giorni dai fatti:
- Antonio Schiavone, 36 anni, deceduto il 6 dicembre 2007, nel luogo dell'incidente
- Roberto Scola, 32 anni, deceduto il 7 dicembre 2007
- Angelo Laurino, 43 anni, deceduto il 7 dicembre 2007
- Bruno Santino, 26 anni, deceduto il 7 dicembre 2007
- Rocco Marzo, 54 anni, deceduto il 16 dicembre 2007
- Rosario Rodinò, 26 anni, deceduto il 19 dicembre 2007
- Giuseppe Demasi, 26 anni, deceduto il 30 dicembre 2007

## In ricordo
- Alle vittime è intitolata dal 2009 il Parco "Vittime del rogo del 6/12/2007 nello stabilimento Thyssenkrupp di Torino" che è una parte del Parco della Pellerina a nord della Dora Riparia (Lucento)[15]: esso si trova sul lato opposto all’acciaieria di corso Regina Margherita 400
- La tragedia, corredata dai racconti inediti dei familiari delle vittime, è stata raccontata dallo scrittore torinese Stefano Peiretti nel libro "Non voglio morire. Torino 6 Dicembre 2007", edito da Echos Editore[16]
- Il 6 dicembre 2020 al cimitero monumentale di Torino è stato consegnato alle famiglie delle vittime il Sacrario. Nel 2021 vi è stata la traslazione di 5 delle 7 salme delle vittime. Due famiglie hanno scelto di mantenere i congiunti nelle sepolture attuali, presso il cimitero Parco di Torino e presso il cimitero della città di Nichelino, ma potranno in ogni momento richiedere la traslazione delle salme al Memoriale.
- All'incidente è ispirato lo spettacolo teatrale "Acciaio Liquido" di Marco Di Stefano con la regia di Lara Franceschetti.[17][18][19]
- La canzone "Torino Pausa Pranzo" dell'artista sardo Iosonouncane, contenuta nel suo primo album La macarena su Roma, è un tributo alle vittime dell'incidente [20]